# Broadband Wireless Access
In telecomunicazioni con Broadband Wireless Access (BWA; in inglese, letteralmente "accesso senza fili a larga banda") si indicano una famiglia di tecnologie il cui scopo è quello di fornire accesso a Internet ad alta velocità di trasmissione e wireless su grandi aree.

## Descrizione
Il termine broadband (banda larga) deve intendersi secondo la definizione fornita dallo standard IEEE 802.16-2004, che implica una larghezza di banda superiore a 1 MHz che supporta un traffico dati dell'ordine di 1.5 Mbps. Questi dimensionamenti rendono paragonabile l'efficienza del BWA a quello dell'accesso a banda larga via rete fissa, per esempio tramite ADSL.
Un provider che fornisce accesso a Internet attraverso tecnologie BWA viene detto WISP (Wireless Internet service provider). La maggior parte dei WISP attivi nel mondo utilizzano ripetitori radio che rendono disponibile il segnale fino a circa 50 km di distanza.
Le tecnologie usate per fornire il BWA includono LMDS, MMDS e WiMAX; quest'ultima è la più diffusa in Europa, mentre ha maggiori difficoltà a penetrare nel mercato statunitense. A seconda delle tecnologie impiegate, l'accesso a Internet può richiedere l'installazione di una antenna o semplicemente l'uso di un telefono cellulare collegato al computer.